# Halet Efendi

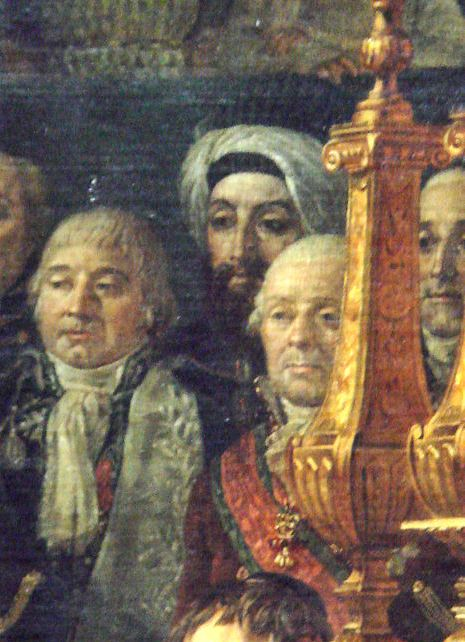
L'ambasciatore ottomano Haler Efendi, in secondo piano con il turbante, nel dipinto l'incoronazione di Napoleone del 1805, di Jacques-Louis David (particolare).

Mehmet Sait Halet Efendi (Istanbul, 1761 – Konya, 3 dicembre 1822) è stato un ambasciatore e politico ottomano.

## Biografia
Fu ambasciatore a Parigi dal 1803 al 1806 e successivamente favorito e ministro degli interni del sultano Mahmud II. Fu ambasciatore alla corte di Napoleone Bonaparte fino al 1806 e venne sostituito nel ruolo da Muhib Efendi, che fu ambasciatore dal 1806 al 1811.
Nel 1819 Halet Efendi entrò nelle grazie del sultano Mahmud II per avergli fatto notare l'accrescimento del potere di Alì Pascià di Tepeleni in Albania e Grecia. Mahmud II inviò un esercito contro Ali Pascià e quest'ultimo rispose incoraggiando una ribellione contro il potere ottomano in Grecia. Questi eventi portarono alla guerra d'indipendenza greca nel 1821. Halet Efendi fu quindi considerato in parte responsabile della ribellione e, di conseguenza, strangolato e decapitato a Konya.